# Stephen Gray (Naturwissenschaftler)
Stephen Gray (getauft 26. Dezember 1666 in Canterbury; † 7. oder 15. Februar 1736 in London) war ein englischer Naturwissenschaftler. Als Erster ordnete er mehrere Stoffe in elektrische Leiter und Nichtleiter ein.

## Leben und Wirken
Stephen Gray wurde im Dezember 1666 in Canterbury als Sohn des Färbers Mathias Gray geboren; getauft wurde er am 26. Dezember 1666. Er schlug keine Universitätslaufbahn ein, führte aber möglicherweise Studien in London oder Greenwich unter John Flamsteed durch und erlernte die lateinische Sprache. Sein ständiger Briefwechsel mit Flamsteed ist belegt.
In den 1690er Jahren und bis 1716 machte er astrometrische Beobachtungen und führte quantitative und qualitative Untersuchungen von Sonnen- und Mondfinsternissen, Sonnenflecken, den Planeten des Jupiter und vieles mehr durch.
Er wurde Assistent für das geplante Observatorium des Trinity College, Cambridge, sowie 1707/8 Angestellter des Trinity College als Assistent von Roger Cotes. Von 1715 bis 1719 war er Assistent von John Theophilus Desaguliers in Westminster. 1719 erhielt er durch Betreiben des Prince of Wales bis zu seinem Tod eine Pension des Charterhouse, London.

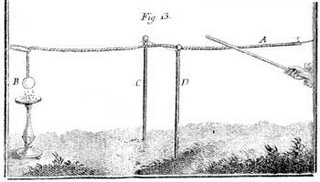
Lines of Communication

Gray führte seit 1708 zusammen mit seinem Freund Granville Wheler Pionierexperimente zur Elektrizität durch. Dazu gehörten Experimente zur elektrostatischen Aufladung von Glasröhren durch Reibung. Zu Grays Überraschung waren nicht nur die Röhren, sondern vor allem die sie verschließenden Korken elektrisiert. Weitere Versuche zur Übertragung von Reibungselektrizität folgten, beispielsweise mit immer länger werdenden Hanfschnüren, an deren Ende eine Elfenbeinkugel hing und Gänsefederchen anzog. Die Schnüre nannten sie Lines of Communication. Zum Beweis, dass auch menschliche Körper Elektrizität leiten, ersetzen sie am 8. April 1730 die Hanfschnüre durch einen Schuljungen, den sie horizontal an Roßhaarschlingen aufhängten. Unter dessen ausgestreckten Arm wurde ein Visitenkartenständer mit Stanniolblättchen gestellt. Als ihm eine aufgeladene Glasröhre an die Fußsohlen gehalten wurde, flogen ihm die Stanniolblättchen in die Hand.
Im Jahr 1729 teilte er als erster die Stoffe in elektrische Leiter und Nichtleiter ein.
Aufgrund der Einflussnahme von Isaac Newton, dem mit Grays Freund Flamsteed zerstrittenen Präsidenten der Royal Society, konnten die meisten Arbeiten Grays erst nach dessen Tod 1736 veröffentlicht werden. 1731 und 1732 wurde Gray mit den ersten beiden Copleymedaillen ausgezeichnet. Nach seinem Tod wurde er vermutlich in einem Massengrab für Bewohner eines Bedürftigenheims beigesetzt.

## Schriften
- Several Microscopical Observations and Experiments, Made by Mr. Stephen Gray. In: Philosophical Transactions. Band 19, 1695, S. 280–287, doi:10.1098/rstl.1695.0040.
- A Letter from Mr. Stephen Gray, Giving a Further Account of His Water Microscope. In: Philosophical Transactions. Band 19, 1695, S. 353–356, doi:10.1098/rstl.1695.0058.
- A Letter from Mr. Stephen Gray, from Canterbury, May the 12th 1697, concerning Making Water Subservient to the Viewing Both Near and Distant Objects, with the Description of a Natural Reflecting Microscope. In: Philosophical Transactions. Band 19, 1695, S. 539–542, doi:10.1098/rstl.1695.0092.
- A Letter from Mr. Stephen Gray, Dated Canterbury, Dec. 8. 1697. Relating Some Experiments about Making Concave Specula Nearly of a Parabolick Figure. In: Philosophical Transactions. Band 19, 1695, S. 787–790, doi:10.1098/rstl.1695.0146.
- Part of a Letter from Mr. Stephen Gray, about a Way of Measuring the Heighth of the Mercury in the Barometer More Exactly. In: Philosophical Transactions. Band 20, 1698, S. 176–178, doi:10.1098/rstl.1698.0027.
- An Observation of Some Parelii Seen at Canterbury. By Mr. Stephen Gray. In: Philosophical Transactions. Band 21, 1698, S. 126–127, doi:10.1098/rstl.1699.0026.
- Part of a Letter from Mr Gray, concerning an Unusual Parhelion and Halo. In: Philosophical Transactions. Band 22, 1700, S. 535, doi:10.1098/rstl.1700.0021.
- Part of a Letter from Mr Stephen Gray to the Publisher, containing His Observations on the Fossils of Reculver Clisfe, and a New Way of Drawing the Meridian Line, With a Note on This Letter by the Publisher. In: Philosophical Transactions. Band 22, 1700, S. 762–764, doi:10.1098/rstl.1700.0068.
- A Letter from Mr Stephen Gray, concerning Drawing the Meridian Line by the Pole Star, and Finding the Hour by the Same. In: Philosophical Transactions. Band 22, 1700, S. 815–819, doi:10.1098/rstl.1700.0079.
- Part of Two Letters from Mr Stephen Gray, concerning the Spots of the Sun, observ'd by Him in June Last. In: Philosophical Transactions. Band 23, 1702, S. 1502–1504, doi:10.1098/rstl.1702.0066.
- An Account of Some New Electrical Experiments. By Mr. Stephen Gray. In: Philosophical Transactions. Band 31, 1720, S. 104–107, doi:10.1098/rstl.1720.0025.
- A Letter to Cromwell Mortimer, M. D. Secr. R. S. Containing Several Experiments concerning Electricity; By Mr. Stephen Gray. In: Philosophical Transactions. Band 37, 1731, S. 18–44, doi:10.1098/rstl.1731.0005.
- A Letter concerning the Electricity of Water, from Mr. Stephen Gray to Cromwell Mortimer, M. D. Secr. R. S. In: Philosophical Transactions. Band 37, 1731, S. 227–260, doi:10.1098/rstl.1731.0040.
- A Letter from Mr. Stephen Gray to Dr. Mortimer, Secr. R. S. Containing a Farther Account of His Experiments concerning Electricity. In: Philosophical Transactions. Band 37, 1731, S. 285–291, doi:10.1098/rstl.1731.0050.
- Two Letters from Mr. Stephen Gray, F. R. S. to C. Mortimer, M. D. Secr. R. S. Containing Farther Accounts of His Experiments concerning Electricity. In: Philosophical Transactions. Band 37, 1731, S. 397–407, doi:10.1098/rstl.1731.0067.
- A Letter from Mr. Stephen Gray, F. R. S. to the Publisher, Containing an Account of the Same Eclipse of the Sun, as Observed by Himself at Norton-Court: And at Otterden-Place, by Granville Wheler Esq; F. R. S. Both in Kent. In: Philosophical Transactions. Band 38, 1733, S. 114–116, doi:10.1098/rstl.1733.0021.
- Experiments and Observations upon the Light That is Produced by Communicating Electrical Attraction to Animal or Inanimate Bodies, Together with Some of Its Most Surprising Effects; Communicated in a Letter from Mr. Stephen Gray, F. R. S. to Cromwell Mortimer, M. D. R. S. Secr. In: Philosophical Transactions. Band 39, 1735, S. 16–24, doi:10.1098/rstl.1735.0006.
- A Letter from Stephen Gray, F. R. S. to Dr. Mortimer, Secr. R. S. Containing Some Experiments Relating to Electricity. In: Philosophical Transactions. Band 39, 1735, S. 166–170, doi:10.1098/rstl.1735.0028.
- Mr. Stephen Gray, F. R. S. His Last Letter to Granville Wheler, Esq; F. R. S. concerning the Revolutions Which Small Pendulous Bodies Will, by Electricity, Make Round Larger Ones from West to East as the Planets do Round the Sun. In: Philosophical Transactions. Band 39, 1735, S. 220, doi:10.1098/rstl.1735.0044.
- An Account of Some Electrical Experiments Intended to be Communicated to the Royal Society by Mr. Stephen Gray, F. R. S. Taken from His Mouth by Cromwell Mortimer, M. D. R. S. Secr. on Feb. 14, 1735-6. Being the Day before He Died. In: Philosophical Transactions. Band 39, 1735, S. 400–403, doi:10.1098/rstl.1735.0082.

## Weiterführende Literatur
- David H. Clark, Lesley Murdin: The enigma of Stephen Gray astronomer and scientist (1666–1736). In: Vistas in Astronomy. Band 23, Nr. 4, 1979, S. 351–404, doi:10.1016/0083-6656(79)90018-7.